# Zbiornik Kuźnica Warężyńska

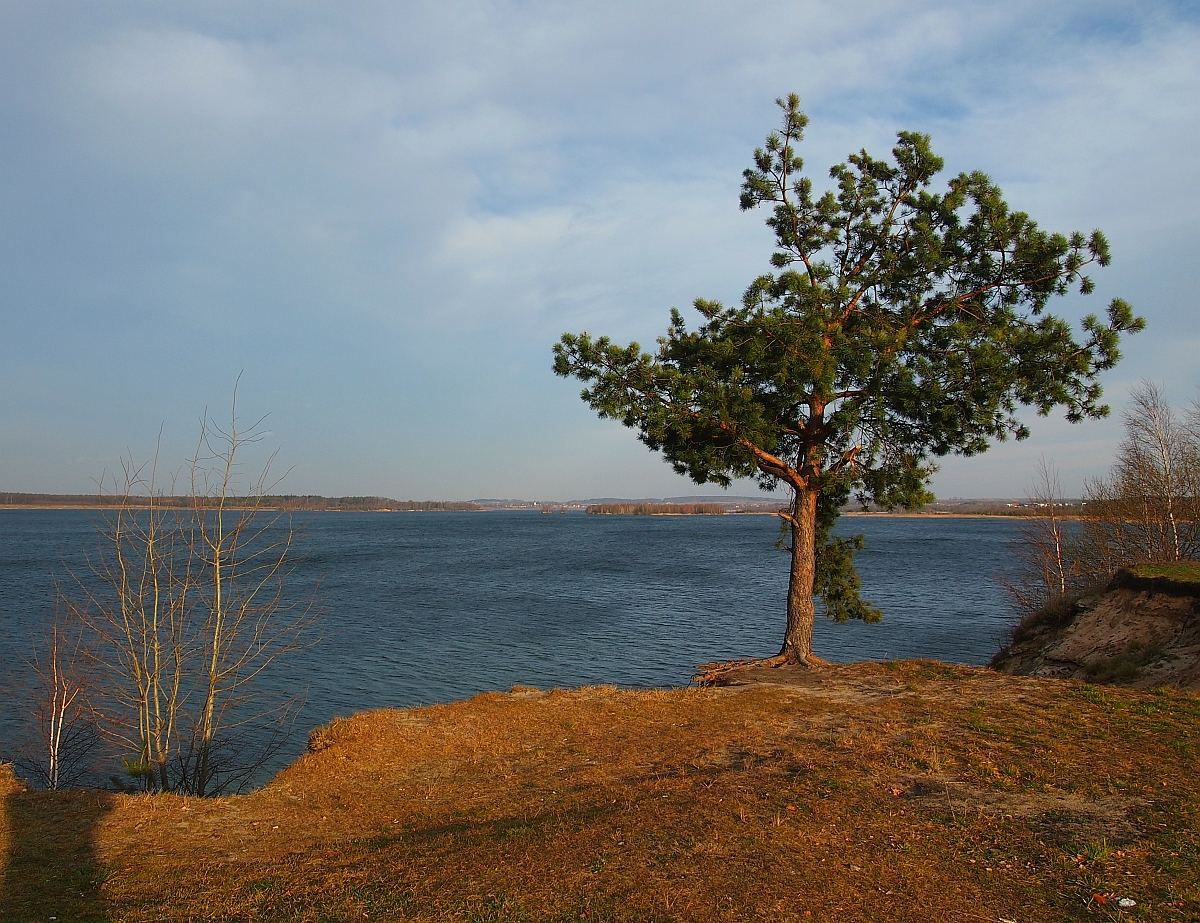
Zbiornik Kuźnica Warężyńska

Zbiornik Kuźnica Warężyńska – zbiornik poeksploatacyjny (popiaskowy) w dorzeczu Czarnej Przemszy utworzony w 2005 roku w miejscu zlikwidowanej piaskowni o nazwie „Kuźnica Warężyńska”. Zbiornik uroczyście otwarto 25 sierpnia 2005 roku. Zarówno nazwa dawnej piaskowni jak i zbiornika pochodzą od nazwy pobliskiej wsi Kuźnica Warężyńska. Zbiornik nieoficjalnie bywa nazywany zbiornikiem Pogoria IV, chociaż brak hydrologicznego uzasadnienia dla tej nazwy z uwagi na położenie poza zlewnią Pogorii.
Powierzchnia lustra wody przy maksymalnym poziomie piętrzenia wynosi 560 ha, długość – ok. 5 km, szerokość średnia – ok. 1,0 km, szerokość maksymalna – ok. 1,8 km. Linia brzegowa ma długość ok. 13 km. Jezioro poeksploatacyjne ma pojemność 51,2 mln m³, przy czym głębokość maksymalna wynosi 23 m. Zbiornik jest zasilany wodami Czarnej Przemszy od północnej strony czaszy i do tej samej rzeki kierowane są wody odpływające z tego zbiornika przez urządzenia zrzutowo-upustowe zlokalizowane na południowo-zachodnim brzegu. Istnieje również możliwość upustu wód ze zbiornika do położonego w sąsiedniej zlewni zbiornika Pogoria III przez łącznik o charakterze grawitacyjnym. Są to dwa stalowe rurociągi o długości 216 metrów z żelbetową zabudową, niecką wlotową, niecką wypadową oraz żeliwnymi zasuwami.
Oprócz znaczenia przyrodniczego i krajobrazowego zbiornik spełnia ważne zadania przeciwpowodziowe (4-krotna redukcja ewentualnych przepływów powodziowych Przemszy z Q1% – 60 m³/s do przepływu 14,3 m³/s oraz z Q0,3% – 80 m³/s do 19,4 m³/s). Ponadto zapewnia utrzymanie przepływów nienaruszalnych w Czarnej Przemszy oraz sprzyja zabezpieczeniu pojemności wyrównawczej zbiorników wodnych górnośląskiego systemu wodno-gospodarczego (konkretnie jego części, tj. systemu wodno-gospodarczego Czarnej Przemszy i Brynicy). Jest także przeznaczony do pełnienia funkcji turystyczno-rekreacyjnych, chociaż na razie nie posiada bazy noclegowej, gastronomicznej i towarzyszącej (poza urządzeniami turystycznymi w postaci szlaków spacerowych i traktów rowerowych). Jest miejscem uprawiania wędkarstwa i nadwodnego wypoczynku na bazie nieformalnych kąpielisk i spontanicznie organizowanych miejsc plażowania oraz sportów nawodnych, a także podwodnych.